# Kristaltherapie

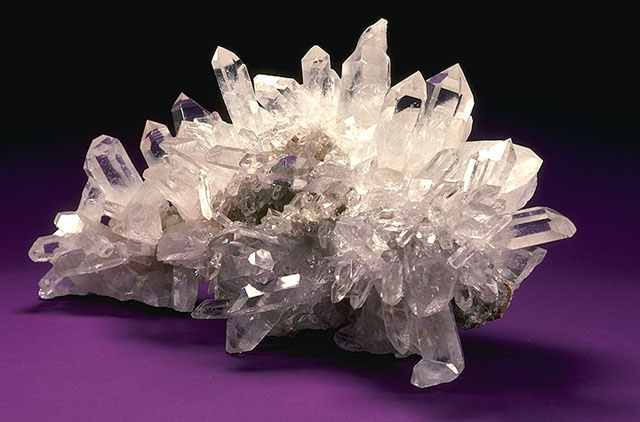
Kwartskristal

Kristaltherapie is een pseudowetenschappelijke alternatieve geneeswijze die stenen en kristallen gebruikt om te genezen.
De therapeut plaatst kristallen op verschillende plaatsen op het lichaam, soms corresponderend met de chakras, ofwel rondom het lichaam om zo een "energierooster" aan te leggen dat de patiënt zou omringen met de specifieke energie die de behandelaar aan die kristallen toewijst.

## Praktijk
Sommige behandelaars gaan af op de kleur van de stenen, die ze kiezen volgens de corresponderende chakras. De chakras hebben volgens een van de gangbare theorieën hun eigen energieniveaus en daarmee hun eigen kleur. Als men de geschikte kleur gebruikt zou het genezingsproces van een ziekte kunnen worden gestimuleerd. Soms worden de stenen ook gebruikt aan de voeten om de persoon te "aarden" of ook in de handen. Soms worden puntvormige kristallen ("wanden") gebruikt die naast de ontvanger of naast een "geblokkeerde chakra" worden geplaatst.
Andere behandelaars gaan dan weer uit van de zogenaamde "energetische eigenschappen" van de kristallen, welke een invloed zouden hebben op de geestesgesteldheid van een persoon die behandeld wordt. Met name emotionele of traumatische situaties zouden hiermee volgens deze behandelaars beter kunnen verwerkt worden.

## Cultureel gebruik
Verschillende culturen hielden zich bezig met kristaltherapie, waaronder de Hopi van Arizona en de Hawaïanen, sommige ook nu nog.
De Chinezen hebben traditioneel geneeskracht toegekend aan microkristallijn jade.
Sommige andere oosterse culturen geloven dat smaragd versterkend werkt voor het geheugen en de intelligentie verhoogt.

## Kritiek
Er is geen peerreview wetenschappelijk bewijs dat kristaltherapie werkt, daarom wordt het een pseudowetenschap genoemd. Buiten het kunnen vaststellen van successen in individuele gevallen is er nog geen enkele meetmethode gevonden die enige wetenschappelijke onderbouw aan die successen kan leveren. Aangename gevoelens of successen worden dus toegeschreven aan het placeboeffect.

## Voorstanders
- William A. Tiller
- Marcel Vogel